# Macédonianisme
Le macédonianisme — dont les adeptes sont appelés pneumatomaques (« ceux qui combattent l'Esprit ») — est le nom traditionnel d'une doctrine chrétienne défendue dans la seconde moitié du IVe siècle et au début du Ve siècle, qui refuse l'idée de la divinité du Saint-Esprit.
Ce dernier est considéré comme une créature du Père et tenu pour inférieur à celui-ci, au service de son plan pour la création, contrairement au Fils, Jésus-Christ, considéré comme « semblable selon la substance » (homoiousios), mais néanmoins pas de la  « même substance » (homoousios) que celle de Dieu le Père. 
Sur ce plan, dans le christianisme ancien, cette position est proche du subordinatianisme, ainsi que de l'arianisme qui refuse la consubstantialité, adoptée par les pères du premier concile de Nicée en 325.
Le nom traditionnel de ce courant, condamné par le Premier concile de Constantinople (381) sous le nom de « macédoniens », vient d'une association probablement abusive avec la christologie de Macédonios Ier de Constantinople, déposé en 360 et mort dans les années suivantes. Macédonios a développé plus en détail ses vues théologiques, notamment à l'occasion d'une retraite, au courant des dernières années de sa vie.
Parmi eux figure Eustathe de Sébastée, qui se brouilla avec Basile de Césarée sur cette question.